# Riszner Gyula
Riszner Gyula (Újbánya, 1879. november 9. – Nyitrazsámbokrét, 1939. november 22.) plébános. 

## Élete
A Nyitrai Piarista Gimnáziumban, majd teológián tanult. 1905-ben szentelték pappá. Előbb Vágbesztercén, majd 1907-től a nyitrai püspök karkáplánja. 1921-től nyitrazsámbokréti plébános és hittanár. A nyitrai Katolikus Kör titkára, a Keresztény Szociális Egyesület elnöke. Megalakította a Jóbarátok Körét, mely zenei életének irányítója volt. 